# Palesztina címere

Palesztina címere

A Palesztin Nemzeti Hatóság címere

Palesztina címere egy arany sas, mellén a zászló színeiből álló pajzzsal. A sas karmai között egy fehér szalagra az állam arab nevét írták fel. A zászló színei az arab egységet képviselik. A címer egyiptomi mintára készült. A címerállat, a sas Szaladin egyiptomi szultán egyik jelképe volt.